# Bernard Gazier
Pour les articles homonymes, voir Gazier.
Bernard Gazier est un économiste français, membre de l'Institut universitaire de France et enseignant à l'Université Paris 1 Panthéon-Sorbonne. 

## Biographie

### Jeunesse et formation
Il est admis à l’École normale supérieure (promotion 1970). Il obtient un doctorat en 1979. Il  obtient ensuite l'agrégation de sciences économiques en 1983. 

### Parcours professionnel
il est économiste du travail et spécialiste des politiques de l’emploi. Depuis une dizaine d'années, il travaille plus particulièrement sur les marchés transitionnels du travail, notion qu'il a introduite en France à la suite des travaux de l'économiste allemand Günther Schmid. Il a dirigé le laboratoire du METIS de 1993 à 1996 (recherche sur le travail, l’économie spatiale et les stratégies industrielles - Université Paris 1 et CNRS). Depuis 1996, il dirige l’équipe française du laboratoire MATISSE (Université Paris 1 et CNRS). 
Bernard Gazier est expert au commissariat au plan de la communauté européenne, à la banque mondiale et au bureau international du travail.
Bernard Gazier a succédé à son père, François Gazier, en tant que président de la Société de Port-Royal en 1990.

## Prises de positions
Lors de l'élection présidentielle française de 2012, il signe l'appel des économistes en soutien au candidat François Hollande en raison de « la pertinence des options [proposées], en particulier pour ce qui concerne la reprise de la croissance et de l'emploi ».

## Ouvrages
- Or et monnaie chez Martin de Azpilcueta, éditions Economica, 1978 (avec Michèle Gazier)
- La crise de 1929, éditions PUF, coll. « Que sais-je ? », 1983
- Économie du travail et de l'emploi, édition Dalloz, 1992
- Emploi nouvelles donnes, édition Economica, 1993
- Les stratégies des ressources humaines, édition la découverte, 1993
- Tous sublimes, vers un nouveau plein emploi, édition Flammarion, 2003
- L' introuvable sécurité de l'emploi, éditions Flammarion, 2006
- L'avancée des biens publics. Politique de l'intérêt général et mondialisation, édition Albin Michel, 2006
- John Maynard Keynes, éditions PUF, coll. « Que sais-je ? », 2009